# Zelotibia filiformis
Zelotibia filiformis är en spindelart som beskrevs av Anthony Russell-Smith och Murphy 2005. Zelotibia filiformis ingår i släktet Zelotibia och familjen plattbuksspindlar. Inga underarter finns listade i Catalogue of Life.